# Krnjeuša
Krnjeuša (en serbe cyrillique : Крњеуша) est un village de Bosnie-Herzégovine. Il est situé dans la municipalité de Bosanski Petrovac, dans le canton d'Una-Sana et dans la fédération de Bosnie-et-Herzégovine. Selon les premiers résultats du recensement bosnien de 2013, il compte 532 habitants.

## Histoire
En août 1941, 240 habitants catholiques y sont assassinés par des Tchetniks (voir (en) massacre de Krnjeuša).

## Démographie

### Évolution historique de la population
| 1948 | 1953 | 1961 | 1971 | 1981 | 1991 | 2013 |
| ---- | ---- | ---- | ---- | ---- | ---- | ---- |
| -    | -    | 894  | 906  | 870  | 958  | 532  |

|  |

### Communauté locale
En 1991, la communauté locale de Krnjeuša comptait 1 890 habitants, répartis de la manière suivante :